# Magnus Knutsson (auteur)
Pour les articles homonymes, voir Magnus Knutsson.
Magnus Knutsson (né le 9 septembre 1944 à Malmö) est un scénariste de bande dessinée suédois. Il a débuté en écrivain des scénarios pour la version suédoise du Fantôme dans les années 1970 avant d'animer ou de créer plusieurs séries pour la jeunesse, comme Ratte (sv). Son collaborateur le plus régulier est Ulf Jansson.

## Distinctions
- 1981 :
  - Bourse 91:an
  - Diplôme Adamson pour sa contribution à la bande dessinée suédoise
- 1997 : Prix Unghunden pour sa contribution à la bande dessinée jeunesse en Suède